# Риддик, Стив
Стив Эрл Риддик (англ. Steven Earl Riddick; род. 18 сентября 1951, Ньюпорт-Ньюс, Виргиния) — американский спринтер, чемпион Панамериканских игр, победитель и призёр розыгрышей Кубка мира, чемпион летних Олимпийских игр 1976 года в Монреале.

## Биография
Риддик вырос в Хамптоне (штат Виргиния). Его отец был служителем Церкви Христа.
Риддик поздно начал заниматься лёгкой атлетикой, до первого года обучения в средней школе сосредоточившись на командных видах спорта. После школы Риддик поступил в Государственный университет Норфолка. Там он познакомился со своей будущей женой Терезитой Рене Коулман. В течение последнего года обучения он выступал в легкоатлетический клуб «Philadelphia Pioneers». После окончания учёбы в 1975 году Риддик переехал сначала в Вашингтон (округ Колумбия), а затем в Филадельфию, и продолжил выступать за клуб «Philadelphia Pioneers».

## Спортивная карьера
Риддик пытался пройти квалификацию на летние Олимпийские игры 1972 года в Мюнхене, но выбыл на полуфинальном этапе как в беге на 100, так и на 200 метров.
В 1975 году в Цюрихе он показал лучший результат сезона в мире (10,05 с), и это время долго оставалось его личным рекордом.
На Олимпийских играх 1976 года в Монреале в беге на 100 метров Риддик выбыл из борьбы в полуфинальной стадии. Риддик бежал за сборную США (Харви Гланс, Джонни Джонс, Миллард Хэмптон, Стив Риддик) в эстафете 4×100 м на последнем этапе. Американцы завоевали золотые медали (38,33 с), опередив команды ГДР и СССР.
Риддик был членом американской команды в эстафете 4×100 м, которая выиграла чемпионат мира 1977 года с мировым рекордом (38,03 с — Клифф Уайли, Билл Коллинз, Стив Уильямс). Он также был членом американской команды в эстафете 4×100 м, которая выиграла Панамериканские игры 1979 года (с Майком Роберсоном, Харви Глансом и Клиффом Уайли) и заняла второе место на чемпионате мира 1979 года (с Майком Роберсоном, Харви Глансом и Мелом Латтани).
В 1978 году он выиграл бег на 100 м и привёл к победе команду США в эстафете 4×100 м в матче СССР — США на стадионе Эдвардс Калифорнийского университета, и таким образом, помог Соединённым Штатам одержать первую общую победу в соревнованиях серии с 1969 года.
Риддик пытался пройти отборочные соревнования к летним Олимпийским играм 1984 года в Лос-Анджелесе на 100 м, но выбыл на стадии четвертьфиналов.
Риддик за всю свою карьеру так и не добился больших успехов в национальном чемпионате США на открытом воздухе. Его лучший результат — четвёртое место в беге на 100 м (1974, 1977, 1978 и 1979 годы) и пятое — на дистанции 200 м (1977 и 1979 годы). Однако он был двукратным чемпионом США в закрытых помещениях в беге на 60 метров в 1977 и 1979 годах.
Риддик выступал за свой колледж Норфолкского государственного университета до 1974 года, выиграв титулы дивизиона NCAA. Затем он присоединился к легкоатлетическому клубу «Philadelphia Pioneers». В период 1977—1981 годов, когда Риддик был его членом, это был ведущий клуб лёгкой атлетики в Соединённых Штатах.
В 1980 году Риддик был занесён в Зал спортивной славы полуострова Нижняя Вирджиния. В 1997 году Риддик был занесён в Зал славы афроамериканского спорта Хэмптон-Роудс.

## Дальнейшая жизнь
После окончания спортивной карьеры Риддик работал тренером в Государственном университете Норфолка. Риддик рано добился успеха в этой роли, но его репутация была запятнана, когда он оказался втянутым в скандал из-за присвоения университетских командировочных средств, за что его уволили.
В 2006 году Риддик был обвинён и арестован по обвинению в мошенничестве за его предполагаемое участие в схеме отмывания денег. Его бывший ученик Тим Монтгомери также был ответчиком по делу. Бывшая девушка Монтгомери, пятикратный призёр Олимпийских игр, спринтер Марион Джонс, также была признана причастной к операции.
В 2008 году Риддик был приговорён к пяти годам и трём месяцам заключения в федеральной тюрьме за подделку чеков.